# DICT (Protokoll)
DICT ist ein Wörterbuch-Netzwerkprotokoll, das 1997 in RFC 2229 beschrieben wird. Entwickelt wurde es von der DICT Development Group. Das Ziel des Protokolls ist es, das Webster-Protokoll zu ersetzen. Das DICT-Protokoll verwendet den TCP-Port 2628.

## Auswahl von Wörterbüchern, welche über DICT verfügbar sind
- Bouvier’s Law Dictionary
- CIA World Factbook
- Easton’s Bible Dictionary
- Elements database
- WordNet

## DICT-Server-Implementierungen
- dictd - Der erste (offizielle) Server der DICT Development Group
- DictD++ - Ein Server in C++
- GNU Dico

## DICT-Client-Implementierungen
- cURL
- dictc
- GNOME Dictionary

## DICT-Dateiformat
Die Wörterbücher bestehen aus zwei .index-Dateien und einer .dict-Datei. Diese Dateien müssen zuerst mit dictfmt kompiliert werden.
Die Quellcode-Dateien haben eine sehr einfache Struktur:
```
:wort1:Definition
:Eumel:unsympathischer Mensch

```

Jede Zeile beginnt mit einem Doppelpunkt, gefolgt von dem Wort. Danach folgt erneut ein Doppelpunkt mit der Definition. Beendet wird eine Zeile mit einer newline.